# Illice tessellata
Illice tessellata är en fjärilsart som beskrevs av Paul Dognin 1912. Illice tessellata ingår i släktet Illice och familjen björnspinnare. Inga underarter finns listade i Catalogue of Life.